# Mitila
Mitila, também conhecida como Tirute, Tirabucti e Mitilanchal, é uma região geográfica e cultural do Subcontinente indiano delimitada pelo Rio Mahananda a leste, o Rio Ganges a sul, o Rio Gandaki a oeste e pelo sopé dos Himalaias a norte. Compreende certas partes de Biar e Jarcanda da Índia e distritos adjacentes da província de Coxi, Baguemati Pradexe e província de Madrexe do Nepal. A língua nativa em Mitila é o maitili, e seus falantes são chamados de maithiles.
O nome Mitila é comumente usado para se referir ao Reino de Videha, bem como aos territórios modernos que se enquadram nos antigos limites de Videha. Até o século XX, Mitila ainda era governada em parte pelo Raje Darbanga.

## História

### Período Védico
Mitila ganhou destaque pela primeira vez após ser colonizada por povos indo-arianos que estabeleceram o reino Videha. Durante o período védico posterior (c. 1100–500 a.C.), Videha se tornou um dos principais centros políticos e culturais da Índia Antiga, junto com Kuru e Panchala. Os reis do Reino Videha eram chamados janacas. O Reino Videha foi posteriormente incorporado à Liga Vajjika, que tinha sua capital na cidade de Vaixali, que também fica em Mitila.